# Uvac (Sjenica)
Pour les articles homonymes, voir Uvac (homonymie).
Uvac (en serbe cyrillique : Увац) est un village de Serbie situé dans la municipalité de Sjenica, district de Zlatibor. Au recensement de 2011, il comptait 15 habitants.

## Démographie
| 1948 | 1953 | 1961 | 1971 | 1981 | 1991 | 2002 | 2011 |
| ---- | ---- | ---- | ---- | ---- | ---- | ---- | ---- |
| 84   | 99   | 116  | 77   | 59   | 35   | 18   | 15   |

|  |